# Éric II de Saxe-Lauenbourg
Pour les articles homonymes, voir Éric II.
Éric II est un prince de la maison d'Ascanie né vers 1318/1320 et mort en 1368. Il règne sur le duché de Saxe-Lauenbourg de 1338 à sa mort.

## Biographie
Éric II est le fils du duc Éric Ier de Saxe-Lauenbourg et de son épouse Élisabeth de Poméranie. Il appartient à la lignée de Ratzebourg-Lauenbourg, qui règne sur la moitié de la Saxe-Lauenbourg depuis le début du XIVe siècle. Son père abdique en sa faveur en 1338.

## Mariages et descendance
Vers 1342 ou 1349, Éric II épouse la princesse Agnès (en) (morte en 1386), fille du comte Jean III de Holstein-Plön. Ils ont quatre enfants :
- Éric IV (1354-1412), duc de Saxe-Lauenbourg ;
- Agnès (morte après 1387), épouse le duc Guillaume II de Brunswick-Lunebourg ;
- Jutta (morte en 1388), épouse le duc Bogusław VI de Poméranie ;
- Mathilde (morte après 1405), abbesse du monastère de Wienhausen.